# Dante Calabria
Dante John Calabria (Pottstown, 8 novembre 1973) è un ex cestista e allenatore di pallacanestro statunitense naturalizzato italiano, di ruolo guardia.

## Carriera

### Giocatore
Dante ha frequentato per tutti i quattro canonici anni il prestigioso ateneo di North Carolina University, avendo anche l'onore di diventare capitano dei Tar Heels nell'ultima sua stagione.
Alla corte di Dean Smith vince un titolo NCAA nel 1993 a New Orleans e nella stagione 1994-95, dopo essere stato il miglior tiratore da tre punti di tutta la NCAA col 49,6%, perde in semifinale contro Arkansas University.
Finita l'università firma per la Bini Viaggi Livorno, in Serie A2, dove fa una buona stagione concludendo con quasi 16 punti di media. L'anno successivo torna in America, prima con i Chicago Bulls (solo per il McDonald's Open), poi in Continental Basketball Association (CBA) con la maglia dei Fort Wayne Fury.
Nel 1998-99 torna in Europa e va a giocare nella massima serie francese a Digione dove segna ben 17,1 punti di media. Trascorre un altro mezzo anno in Francia, cambiando però squadra, infatti va a giocare per il Pau Orthez, dove disputa anche l'Eurolega.
Nell'anno 2000-01 Dante torna in Italia, firma per Trieste, dove rimane per una sola stagione.
Cambia ancora squadra l'anno successivo, firma per Valencia, in Liga ACB, ma a gennaio è costretto a fermarsi per un infortunio alla caviglia.
Torna a giocare a novembre dell'anno successivo, alla Benetton Treviso dove rimane fino a marzo, quando deve tornare negli USA per problemi di famiglia, comunque alla Benetton conquista la Coppa Italia; successivamente la Benetton vincerà anche lo scudetto.
Con i tifosi trevigiani ha dei pessimi rapporti.
Nella stagione 2003-04 firma per l'Oregon Cantù, nella quale è uno dei punti di forza: in quella stagione segna ben 14,1 punti.
Con la squadra di Cantù vince la Supercoppa Italiana in finale contro la Benetton Treviso.
La stagione successiva approda all'Armani Jeans Milano.
Nelle tre stagioni milanesi mette a segno buoni numeri segnando 13 punti nella prima stagione (dove ha un ruolo chiave nella squadra che raggiunge la finale scudetto) e 13,8 nella seconda; nella terza ed ultima stagione il suo contributo è limitato da problemi fisici e chiude con 8,4 punti di media, peggiore risultato della sua carriera in Italia.
Il 20 luglio 2007 viene ufficializzato il suo passaggio alla Fortitudo Bologna, con un contratto annuale ed opzione per il successivo a favore della società.
Dopo una sola stagione con il club bolognese, nell'ottobre 2008 passa alla Vanoli Soresina, nel campionato di Legadue. Il 5 aprile 2009, qualche giornata prima dell'inizio dei playoff, viene messo fuori rosa dalla società di Secondo Triboldi.
Dante ha giocato il FIBA EuroBasket 2005 con la Nazionale italiana, da naturalizzato.
All'inizio della stagione 2010-11 firma un contratto con l'Igea Sant'Antimo sostituendo il bomber Mike Gizzi e diventando il terminale offensivo della squadra campana. Conclude la stagione con 34 gare all'attivo.

### Allenatore
Dall'ottobre 2011 all'estate 2012 ha fatto parte dello staff dei North Carolina Tar Heels, in qualità di Director of Basketball Operations.
Il 31 agosto 2012 è stato nominato tra gli assistenti di Buzz Peterson ai Seahawks della University of North Carolina at Wilmington.
Nel luglio 2015 è stato nominato capo allenatore del Cus Jonico Taranto, formazione militante in Serie B. Due mesi più tardi, Calabria lascerà il club per motivi familiari.
Nel 2018 viene scelto da Larry Brown quale suo vice per l'avventura con l'Auxilium Torino.
Il 17 luglio 2024 firma con il Pistoia Basket 2000 in Serie A.

## Palmarès
- Campione NCAA: 1

1993
- Campionato italiano: 1

Pall. Treviso: 2002-03
- Coppa Italia: 1

Pall. Treviso: 2003
- Supercoppa italiana: 1

Pall. Cantù: 2003